# Binde
Binde är en tidigare tätort i Steinkjers kommun i Trøndelag fylke i mellersta Norge.
Orten utgjorde tidigare centralort i dåvarande Stods kommun i Nord-Trøndelag fylke.